# Bhaag Milkha Bhaag
Bhaag Milkha Bhaag («Corre Milkha, corre» en español) es una película biográfica india dirigida por Rakeysh Omprakash Mehra con guion de Prasoon Joshi. La historia está basada en la vida de Milkha Singh, atleta olímpico indio. Está protagonizada por Farhan Akhtar en el papel principal junto a Sonam Kapoor, Divya Dutta, Meesha Shafi, Pavan Malhotra y Art Malik en papeles de reparto. Las escenas deportivas fueron coordinadas por el director de acción estadounidense Rob Miller de ReelSports.
La película, ganadora de varios galardones en la India, fue estrenada el 12 de julio de 2013 con una excelente acogida de la crítica. Fue un éxito de taquilla en su país y a nivel internacional.
Singh y su hija, Sonia Sanwalka, escribieron su autobiografía, titulada The Race of My Life. Este libro fue la inspiración directa para la realización de Bhaag Milkha Bhaag. Singh vendió los derechos para la película por una rupia e insertó una cláusula que indica que una parte de las ganancias se otorgaría a su fundación de caridad. Esta fundación fue creada en 2003 con el objetivo de apoyar a los deportistas de escasos recursos.

## Sinopsis
La película narra la historia de lucha y superación del atleta indio Milkha Singh (Farhan Akhtar). Tras algunos traspiés en competencias internacionales, accede a competir en Pakistán en medio de una fuerte disputa religiosa y territorial, ganando la carrera y el respeto de ambas naciones. El presidente de Pakistán, el general Ayub Khan, impresionado por su esfuerzo le da el título de "El Sikh volador". El primer ministro de la India Jawaharlal Nehru declara un día en nombre de Milkha como feriado nacional en honor a los logros deportivos del atleta.

## Reparto
- Farhan Akhtar es Milkha Singh.

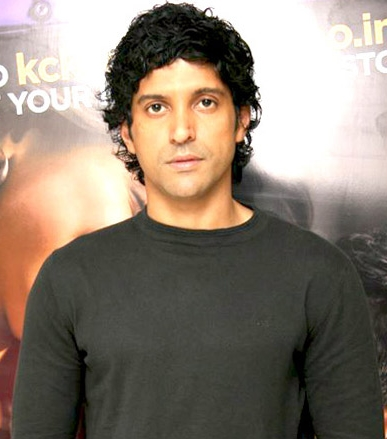
Farhan Akhtar interpretó al atleta indio Milkha Singh.

- Sonam Kapoor es Biro, interés amoroso de Milkha.
- Divya Dutta es Isri Kaur, hermana mayor de Milkha.
- Meesha Shafi es Perizaad.
- Pavan Malhotra es Gurudev Singh, entrenador de Milkha durante sus días en el ejército.
- Yograj Singh es Ranveer Singh, entrenador de Milkha.
- Art Malik es Sampooran Singh, padre de Milkha.
- Hikaru Ito es el Emperador de Japón.
- Prakash Raj es Veerapandian.
- K.K.Raina es el señor Wadhwa.
- Rebecca Breeds es Stella.
- Dalip Tahil es Jawaharlal Nehru.
- Dev Gill es el atleta Abdul Khaliq.
- Nawab Shah es el entrador de Abdul Khaliq.
- Jass Bhatia es Mahinder.
- Japtej Singh Milkha Singh joven.
- Salim Zaidi es el periodista pakistaní.
- Mahendra Mewati es Kirpal Singh.

## Producción

### Casting
En 2010 se barajaron los nombres de Abhishek Bachchan y Akshay Kumar para el papel principal en la cinta. Mientras que Bachchan era el candidato de Mehra, Milkha Singh prefería a Kumar. Sin embargo, Mehra aplazó la decisión final sobre el reparto hasta que se completó el guion final. Después de varios meses de búsqueda, en septiembre de 2011 fue anunciado el reparto principal de la película. Farhan Akhtar y Sonam Kapoor fueron elegidos finalmente para interpretar a los dos personajes principales. Tras ser designado, Akhtar se trasladó a Punjab para conocer a Milkha Singh y a su familia. Antes de tomar la decisión, Akhtar se reunió con Mehra para una sesión previa y aceptó la oferta.
La actriz y cantante pakistaní Meesha Shafi —reconocida principalmente por su canción «Alif Allah (Jugni)» y por su participación en las películas Waar y The Reluctant Fundamentalist— fue seleccionada para interpretar el papel de Perizaad (la mejor amiga de Milkha Singh).

## Recepción
Taran Adarsh del sitio de entretenimiento Bollywood Hungama predijo que la película «ganaría premios, admiración, respeto y estima, emergiendo como un verdadero campeón». Sneha May Francis de Emirates 24/7 alabó la película, afirmando que se trata de una cinta «realmente épica».
A nivel internacional la película también cosechó críticas positivas. Robert Abele de Los Angeles Times describió la película como «una biografía conmovedora de Milkha Singh», mientras Nicolas Rapold de The New York Times afirmó que «la película golpea de manera contundente, dejando en claro lo que motiva a Singh a correr».